# Zygogynum
Zygogynum es un género  de fanerógamas perteneciente a la familia Winteraceae. Comprende 40 especies. Es originario de Nueva Caledonia.

## Especies seleccionadas
- Zygogynum acsmithii
- Zygogynum amplexicaule
- Zygogynum archboldianum
- Zygogynum argenteum

## Sinonimia
- Sarcodrimys, Tetrathalamus.